# Список послов Украины в России
Чрезвычайный и Полномочный Посол Украины (укр. Надзвичайний і Повноважний посол України в Російській Федерації) был послом Украины в России.
Первый посол Украины в России вступил в должность в 1992 году, когда в Москве открылось посольство Украины. До распада СССР действовало Постоянное представительство правительства Украинской ССР при Правительстве СССР.
В марте 2014 года Украина отозвала своего посла, и Украину стал представлять её временный поверенный в делах. В июне 2014 года президент Украины Петр Порошенко заявил, что двусторонние отношения с Россией не могут быть нормализованы, если Россия не вернет Украине контроль над Крымом, который является объектом территориальных разногласий между Россией, контролирующей спорную территорию, и Украиной, в пределах признанных большинством государств — членов ООН границ которой находится Крым.
24 февраля 2022 года Украина объявила о разрыве дипломатических отношений в связи с началом вторжения России на Украину.

## Список представителей

### Казацкая Гетманщина
- 1649—1649 гг. — Силуян Мужиловский
- 1653—1653 гг. — Силуян Мужиловский и К. Бурляй

### Украинская Народная Республика
- июль—октябрь 1917 гг. — Петр Стебницкий (как комиссар по делам с Украиной при Временном правительстве)
- 1918—1918 гг. — Сергей Шелухин
- 1919—1919 гг. — Семен Мазуренко

### Представительство Украинской ССР при Правительстве СССР
- 1921—1923 гг. — Михаил Полоз
- 1923—1924 гг. — Антон Приходько
- 1924—1929 гг. — Даниил Петровский
- 1932—1932 гг. — Кирилл Сухомлин
- 1932—1935 гг. — Василий Порайко
- 1935—1937 гг. — Василий Поляков
- 1942—1944 гг. — Павел Роганский
- 1944—1946 гг. — Петр Рудницкий
- 1946—1950 гг. — Николай Подгорный
- 1950—1953 гг. — Григорий Онищенко
- 1953—1976 гг. — Юрий Дудин
- 1976—1991 гг. — Михаил Пичужкин
- август—декабрь 1991 г. — Владимир Федоров

### Украина
- март 1992 г. — сентябрь 1994 г. — Крыжановский, Владимир Петрович
- январь 1995 г. — ноябрь 1999 г. — Фёдоров, Владимир Григорьевич
- декабрь 1999 г. — декабрь 2005 г. — Белоблоцкий, Николай Петрович
- 2005—2006 гг. — Леонид Осаволюк (временный поверенный)
- апрель 2006 г. — апрель 2008 г. — Дёмин, Олег Алексеевич
- июнь 2008 г. — март 2010 г. — Грищенко, Константин Иванович
- 2010—2010 гг. — Евгений Герасимов (временный поверенный)
- июль 2010 г. — декабрь 2015 г. — Ельченко, Владимир Юрьевич (в марте 2014 был отозван для консультаций в связи с событиями в Крыму и к своим обязанностям так и не вернулся)
- 2015—2019 гг. — Нимчинский, Руслан Михайлович (временный поверенный)
- С 2019 г. по 24 февраля 2022 г. — Покотило, Василий Иванович (временный поверенный)